# Hyles saharae
Hyles saharae är en fjärilsart som beskrevs av Stauder. 1921. Hyles saharae ingår i släktet Hyles och familjen svärmare. Inga underarter finns listade i Catalogue of Life.